# Parafia Matki Boskiej Fatimskiej w Olsztynie
Parafia Matki Boskiej Fatimskiej w Olsztynie – rzymskokatolicka parafia w Olsztynie, należąca do archidiecezji warmińskiej i dekanatu Olsztyn Południe. Została utworzona 14 kwietnia 1996. Kościół parafialny mieści się przy ulicy Bajkowej. Parafię prowadzą księża diecezjalni.